# Рут Роман
Рут Роман (на английски: Ruth Roman) е американска актриса. 

## Биография
Родена е на 22 декември 1922 година в Лин, Масачузетс, родителите и са литовски евреи. Мария Полин (родена Голд) и Абрахам „Антъни“ Роман.  Тя е преименувана на „Рут“, когато гадател казва на майка ѝ, че „Норма“ е нещастно име.  Майка ѝ е танцьорка, а баща ѝ участник в карнавално шоу, което притежава в Ривъри Бийч, Масачузетс.  Тя има две по-големи сестри, Ан и Ева.  Баща ѝ почива, когато Рут е на осем години, а майка ѝ продава шоуто.  По-късно тя посещава училището „Уилям Блекстоун“ и гимназията за момичета в Бостън.  Тя преследва желанието си да стане актриса, като се записва в престижното драматично училище „Бишъп Лий“ в Бостън. Подобрява уменията си с работа в „New England Repertory Company and the Elizabeth Peabody Players“. 

### Кариера
Насочвайки се към Ню Йорк, Роман се надява да намери успех на Бродуей. Вместо това работи като модел, за да изкарва прехраната си и да спестява пари. 
След като изиграва сценични роли на източния бряг, Роман се премества в Холивуд, за да продължи кариерата си в киното. Тя се появява неупомената в няколко битови филма, преди да бъде избрана за водеща дама в уестърна Пътека на хармонията (Harmony Trail, 1944) и в главната роля в серийния филм Кралица на джунглата (Jungle Queen, 1945).
За първи път участва в главната роля в Дъщерята на Бел Стар (Belle Starr's Daughter, 1948). Тя постига първия си забележителен успех с ролятя си в Прозорецът (The Window, 1949) и година по-късно е номинирана за наградата „Златен глобус“ за „Изгряваща актриса на годината“, за изпълнението си в Шампион (Champion, 1949).  В началото на 1950-те години тя сключва договор с Уорнър Брос, където участва в различни филми, включително и в трилъра на Алфред Хичкок „Непознати във влака“ (Strangers on a Train, 1951).
В средата на 1950-те години, след като напуска Уорнър Брос, Роман продължава да участва във филми и също така започва да играе гостуващи роли за телевизионни сериали. Работила е и в чуждестранни продукции, снимала е филми в Англия, Италия и Испания. През 1959 г. тя печели наградата „Сара Сидънс“ за работата си в пиесата (Two for the Seesaw). Многобройните ѝ телевизионни участия ѝ донасят звезда на Холивудската алея на славата. 

### Смърт
Роман умира на 9 септември 1999 г., на 76-годишна възраст от естествена смърт в съня си, във вилата си на брега на океана в залива Кресент в Лагуна Бийч, Калифорния. 

## Избрана филмография
| Година | Филм                | Оригинално заглавие  | Роля        | Режисьор      |
| ------ | ------------------- | -------------------- | ----------- | ------------- |
| 1951   | Непознати във влака | Strangers on a Train | Ан Мортън   | Алфред Хичкок |
| 1954   | Далечна земя        | The Far Country      | Ронда Касъл | Антъни Ман    |